# Rikke Karlsson
Rikke Karlsson er en dansk politiker der ved Europa-Parlamentsvalget 2014 blev valgt til Europa-Parlamentet for Dansk Folkeparti. Rikke Karlsson var regionsrådsmedlem i Region Nordjylland og kommunalbetyrelsesmedlem i Rebild Kommune, men fratrådte disse poster da hun tiltrådte som Europaparlamentsmedlem.
Hun fik 9.205 stemmer ved valget 25. maj 2014.
13. oktober 2015 forlod hun Dansk Folkeparti og blev løsgænger efter længere tids forsøg på at få indsigt i regnskaberne for det europæiske parti MELD og dets tænketank FELD. Både europarti og -tænketank er, som andre europartier og -tænketanke, i høj grad EU-finansieret og dermed underlagt visse krav til åbenhed om regnskabet.
Rikke Karlsson er niece til Søren Espersen, der var centralt placeret i Dansk Folkeparti.
Hun blev uddannet som socialpædagog i 1992,
og har været skoleleder på Englyskolen.